# 夜はぷちぷちケータイ短歌
『夜はぷちぷちケータイ短歌』（よるはぷちぷちケータイたんか）は、NHKラジオ第1放送で2008年4月6日から2012年4月1日まで毎週日曜21時5分から21時55分に放送された短歌を題材としたラジオ番組である。2009年4月5日以降は、同日開始された若者向けワイド番組「渋マガZ」（毎週日曜19:20 - 21:55）の20時台の内包コーナーとして放送された。

## 概要
2005年から3年間土曜日の夜に放送されてきた「土曜の夜はケータイ短歌」を、日曜日に移動してリニューアルしたものである。
前身番組の「土曜の夜は- 」同様、あるテーマに基づいて短歌を募り、リスナーが携帯電話やパソコン（インターネット）の番組ウェブサイトから作品を送信してもらう形である。作品短歌は、毎回のゲストやレギュラー歌人、司会のだいたひかるが感想を述べながら紹介する。また、短歌の作者とスタジオの出演者が電話で対談し、制作の動機などを聞いたりしてリスナーとのつながりを深める。この番組が対象とする年齢層は、「土曜の夜は- 」同様に主に若年層である（実際には幅広い年齢層から投稿がある）。
2008年4月のNHKラジオ第1放送の改編で同様に放送時間が変更された若者向け番組「きらり10代!」から21時の定時ニュースをはさんで続く形になり、「きらり- 」番組内でのPRや、双方の公式サイトに相互バナーリンクが張られる。2008年6月1日の放送では、「きらり- 」MCを務める浜口順子がゲストとして出演した。
2009年4月の改編で、「きらり- 」の後継番組「渋マガZ」（青井実が総合司会）の20時台のコーナーに内容はそのままで組み込まれ、2012年4月1日の最終回まで続いた。

## 出演者
- 司会
  - だいたひかる
  - 青井実（アナウンサー）
- 歌人
  - 加藤治郎
  - 穂村弘
  - 東直子
  - 松村正直
  - 斉藤斎藤
  - 笹公人
  - 天野慶
  - 石川美南
  - 加藤千恵

など

## テーマ曲
「天の川」（甲斐名都）
- 甲斐は、2008年7月6日の放送にゲスト出演した。